# مایکل بارتلز

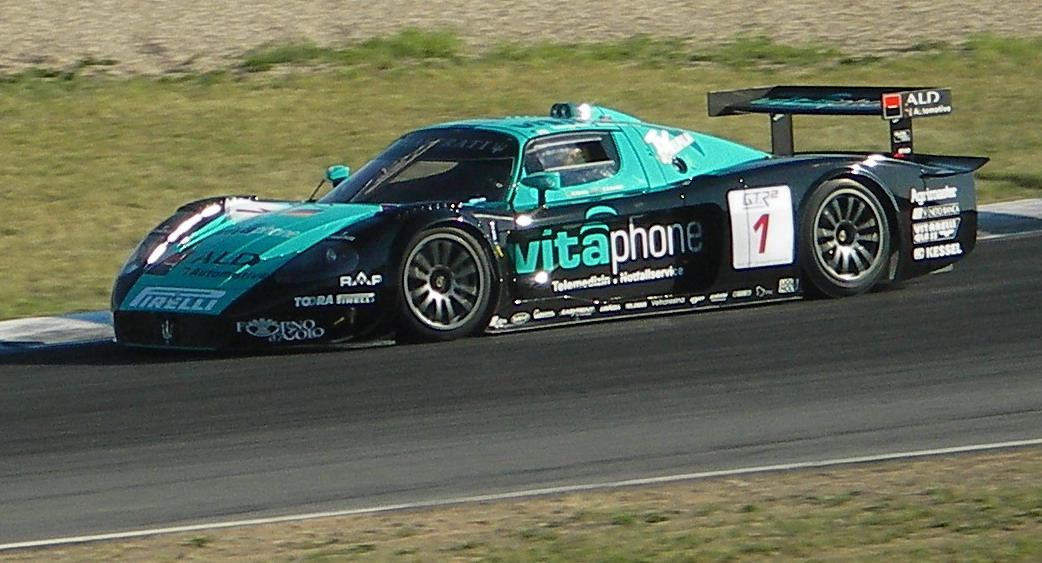
خودروی مازراتی جی‌تی۱ مایکل بارتلز - ۲۰۰۶

مایکل بارتلز (آلمانی: Michael Bartels؛ زادهٔ ۸ مارس ۱۹۶۸ در پلتنبرگ، نوردراین-وستفالن) رانندهٔ مسابقات اتومبیل‌رانی اهل آلمان است که در فصل ۱۹۹۱ در مجموع در چهار گراند پری از مسابقات جهانی فرمول یک شرکت کرد، اما موفق به کسب هیچ امتیازی نشد.